# 元倉あかり
元倉 あかり（もとくら あかり、2008年（平成20年）10月18日 - ） は、日本のタレント・モデル・子役である。
太田プロダクション所属。デビュー時は芸能事務所に所属せずフリーランスで活動しており、両親がマネージメントを行っていた。
旧芸名および本名は、元倉 明葵（読み同じ）。もとくら あかり名義でも活動している。

## 略歴
2008年（平成20年）、東京都生まれ。父母と弟の4人家族である。2009年（平成21年）、1歳時点でBeBe（ベベ）のキッズモデルとしてデビュー。以後、フリーランスで活動する。2015年（平成27年）に、小学館主催の「第3回小学一年生モデルオーディション」グランプリを獲得。2016年（平成28年）には、フジッコの和食啓発キャラクター「2代目ふじっ子ちゃん」に選出された。
2021年（令和3年）、ソニー・ミュージックアーティスツに所属。
2025年（令和7年）7月1日、太田プロダクションに移籍。

## 出演

### テレビバラエティ
- 行列のできる法律相談所「今年ブレイクしそうな注目の人大集合SP」（2015年1月25日、日本テレビ）
- おはスタ（2022年4月5日 - 9月26日、テレビ東京）- おはガール練習生

### テレビCM
- 小学館 「小学一年生」「ぷっちぐみ」（2015年 - 2016年）[1]
- エポック社 「アクアビーズ エクセラペンデザイナー」（2016年3月）[3]
- エポック社「スイーツチャームズ　チョコフォンデュポップセット」（2019年）
- フジッコ 「和食啓発」イメージキャラクター（2016年11月）[2]
- フジッコ 「おせちの謂れ」篇（2016年12月24日 - 30日）首都圏及び関西圏のみ限定放映
- フジッコ 「おかず畑」（2019年）

### イベント
- 日本記念日協会 『小鉢の日』記念日制定授与式出席（2017年4月25日）